# Mâna lui Budda

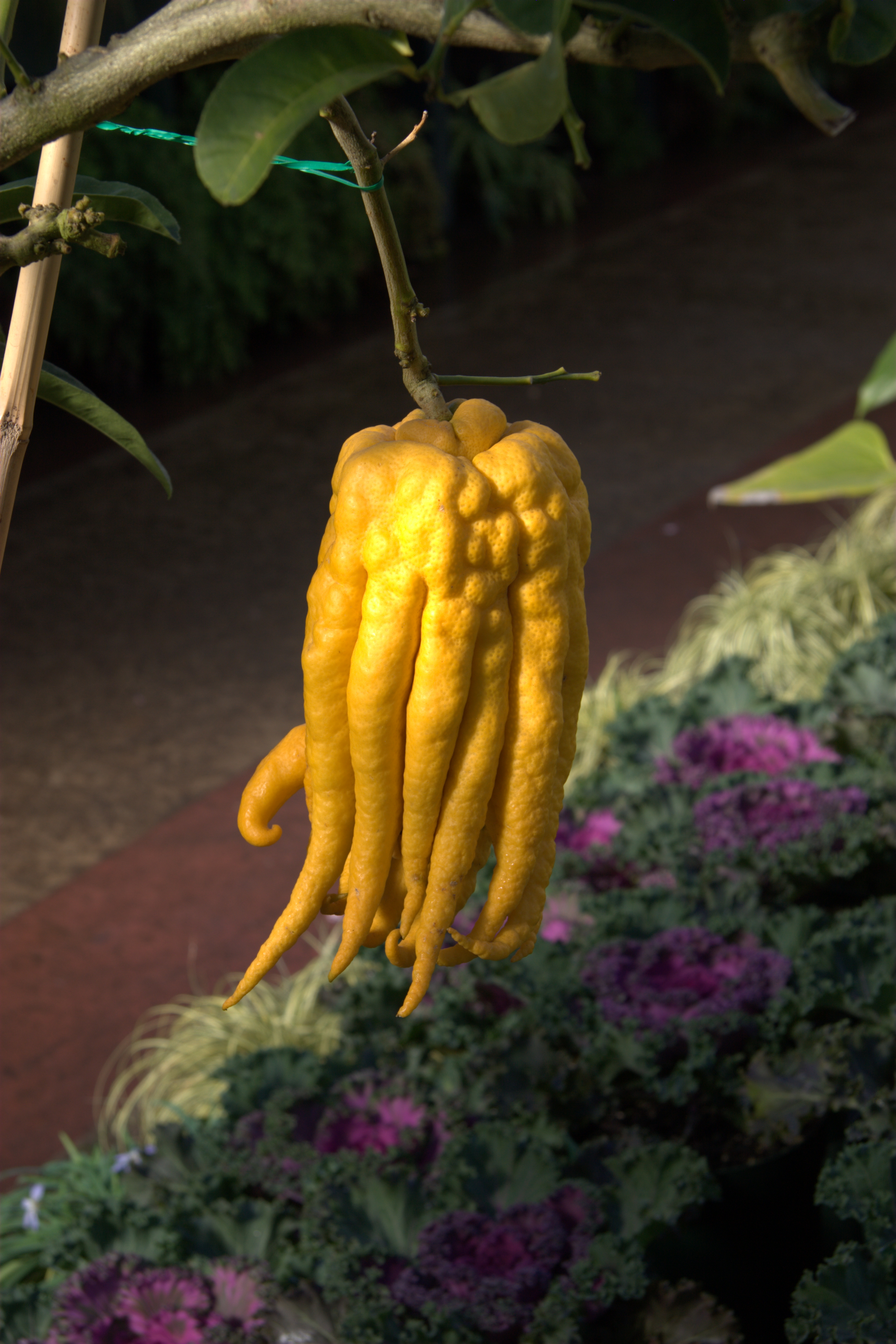

Mâna lui Buddha (Citrus medica sarcodactylus) este una dintre cele mai vechi varietăți de citrice întâlnite și este mai mult cunoscută sub numele de fructul cu degete.
Crește în tufe sau arbori mici, cu crengi neregulate, acoperite cu țepi. frunzele prelungi au culoarea verde-pal. Florile sunt albe sau cu o nuanță de purpuriu și cresc în ciorchini cu miros puternic.
Fructul are un parfum de lămâie și este folosit în general pentru a da gust și savoare lichiorului, vinului vermut. Este folosit de asemenea în scopuri medicinale.
Fructul Mâna lui Buddha era folosit in China și Japonia pentru a parfuma încăperile și hainele, fiind folosit atât ca ornament, cât și în ceremoniile religioase.
Coaja este pusă în saramură și presată apoi, pentru a extrage uleiul și a-l folosi pentru a da parfum cosmeticelor .
Este cultivat și pentru coaja lui, care se pune în mâncăruri, dar poate fi și uscată sau făcută marmeladă. Fructul nu este suculent. Fructele se pot păstra aproximativ două săptămâni la temperatura camerei.